# Марлу, Джимми
Джимми Марлу (фр. Jimmy Marlu, родился 25 мая 1977 в Сен-Жозефе) — французский регбист мартиникского происхождения, игравший на позиции фуллбэка и винга.

## Биография
Уроженец Мартиники (заморского департамента Франции), детство провёл в Масси, где и занялся регби. Играл в команде «Монферран» на заре карьеры (ныне «Клермон Овернь»), с ней выигрывал дважды чемпионат Франции (Топ-14), также выигрывал Кубок Лиги и Европейский кубок вызова. В 1998 году был призван в сборную Франции, дебютировал 27 июня 1998 в тест-матче против Фиджи. Всего сыграл за сборную только четыре игры, поскольку неоднократно травмировался (формально был участником и серебряным призёром чемпионата мира по регби 1999 года). В составе сборной, однако, выиграл Кубок шести наций и Большой шлем в 2002 году. По причине травмы в 2005 ушёл из сборной, сосредоточившись на клубных выступлениях. Доигрывал в командах «Биарриц» и «Бордо-Бегль».

## Достижения

### Клубные
- Чемпион Франции: 2000, 2005
- Серебряный призёр чемпионата Франции: 1999, 2001
- Победитель Кубка Лиги: 2001
- Победитель Европейского кубка вызова: 1999

### В сборной
- Обладатель Большого шлема: 2002
- Победитель Кубка шести наций: 2002